# Municipio de Persifer
El municipio de Persifer (en inglés: Persifer Township) es un municipio ubicado en el condado de Knox en el estado estadounidense de Illinois. En el año 2010 tenía una población de 980 habitantes y una densidad poblacional de 10,64 personas por km².

## Geografía
El municipio de Persifer se encuentra ubicado en las coordenadas 40°55′57″N 90°9′7″O / 40.93250, -90.15194. Según la Oficina del Censo de los Estados Unidos, el municipio tiene una superficie total de 92.13 km², de la cual 89,93 km² corresponden a tierra firme y (2,39 %) 2,2 km² es agua.

## Demografía
Según el censo de 2010, había 980 personas residiendo en el municipio de Persifer. La densidad de población era de 10,64 hab./km². De los 980 habitantes, el municipio de Persifer estaba compuesto por el 96,94 % blancos, el 0,71 % eran afroamericanos, el 0,2 % eran amerindios, el 0,31 % eran asiáticos, el 0,61 % eran de otras razas y el 1,22 % eran de una mezcla de razas. Del total de la población el 2,14 % eran hispanos o latinos de cualquier raza.